# 月潟の類産ナシ
月潟の類産ナシ（つきがたのるいさんナシ）は、新潟県新潟市南区大別当（おおべっとう）地区（以前の新潟県西蒲原郡月潟村大別当、2005年3月21日に新潟市に編入合併）に生育するナシの古木である。文化年間（1804年 - 1817年）に上総国から「類産」という種のナシの原木を移入したもので、「類産」種はこの1本のみが現存している。ナシの大木として、また栽培ナシの古品種を保存する意味で、1941年（昭和16年）に国の天然記念物に指定された。

## 由来
新潟県におけるナシ栽培の始まりは、江戸時代の享保年間（1716年 - 1735年）まで遡る。新潟県のナシ産地は、新潟市やその近隣の三条市、加茂市など、信濃川やその支流の中ノ口川、そして阿賀野川流域付近の自治体に分布が見られる。かつて、信濃川水系や阿賀野川水系の川は、水害をたびたび起こした。そのため他の農産物に比べて水による害に強いナシの栽培が広まり、肥沃な土壌の質とも相まって良質なナシが収穫されるようになった。江戸時代にはすでに、大名の参勤交代時にナシの実を「越後のお国自慢」として幕府に献上したという記録も残されている。1782年（天明2年）に阿部源太夫という人物がナシの栽培について記した「梨栄造育必鑑」という本に100品種が記載され、「ルイサン（類産）」についての記述がその中に見られる。
月潟で類産ナシの栽培が始まったのは、文化年間（1804年 - 1817年）といわれる。「類産」という品種名は、多くの果実を実らせることから命名されたものである。『月潟村史』によれば、現在の所有者の先祖にあたる人物が、文化年間（1804年 - 1817年）に上総国から類産ナシの原木を移入したとされる。その原木が、1本だけ現存していて「月潟の類産ナシ」と呼ばれている。
月潟の類産ナシは、中ノ口川にかかる月潟橋近くのナシ畑入り口に生育している。棚づくりに仕立てられて栽培され、樹高は約1.8メートルほどだが根回りは約2.4メートルと太く、地上から1.3メートル付近で8本の大枝に分岐して、水平方向に伸長している。枝張りはかつて東西に約13.63メートル、南北に約16.06メートルを測っていたが、その後雪害や台風の害などによる折損のために剪定されて、3メートル程度となった。
類産ナシは、日本ナシの1種「イワテヤマナシ」の系統と推定されている。この木は毎年4月下旬に花が満開となる。収穫時期は毎年10月25日から26日頃のため、晩生種に分類される。以前は果実の総収穫量が約3500個、重さ約1300キログラムに達していたが、枝張りの小さくなった後でも、毎年300個から400個が収穫される。果実の形はややいびつで、楕円形または卵型の形状を呈し、縦方向にいくらか長くなる。通常は直径7-7.5センチメートル、縦の長さが8センチメートル程度であるが、大きいものになると直径が9センチメートル、縦の長さが12センチメートルほどとなり、約375グラムの重量である。果実の表皮は淡黄褐色で小さな淡褐色の斑点が見られ、果肉は白褐色である。
類産ナシは明治時代初期には、月潟の周辺で限定的に栽培されていた。この種類はたくさんの実をつけることと、収穫後は翌年6月ごろまで保存がきく長所があるが、味自体は酸味が強くてやや劣るために漸次「早生赤」、「奥三吉」、「二十世紀」などの優良品種に押されて姿を消していった。類産ナシとして最後の1本となったこの木は、1941年（昭和16年）11月13日に「根元周圍二．四メートル、枝幹分岐ノ直下ニ於ケル幹圍約二メートル、樹高一．八メートルニシテ樹勢頗ル旺盛梨ノ品種「類産」ノ唯一ノ老樹ナリ」との理由で国の天然記念物に指定された。
月潟の類産ナシは、雪害や台風などによる枝の折損に加えて、地盤沈下の影響による根部の冠水で樹勢が衰えたため、1964年（昭和39年）春に土盛りを1.1メートル実施した上で5本の杭を打った隣接の場所に移設した。この対策が功を奏して、類産ナシは再び多くの実をつけるようになった。1996年（平成8年）には、樹木医が幹や根元の治療や土壌改良の措置を行っている。 
類産ナシの果実は酸味があって石細胞を多く含み、地元の和菓子店が「梨ようかん」の材料として使用している。なお、小枝から接ぎ木増殖されたクローン苗木が、森林総合研究所林木育種センター東北育種場内に保存されている。2008年（平成20年）には、皇居東御苑果樹古品種園に類産ナシを含む2種類、10品種に及ぶ古品種の果物の苗木が植栽された。

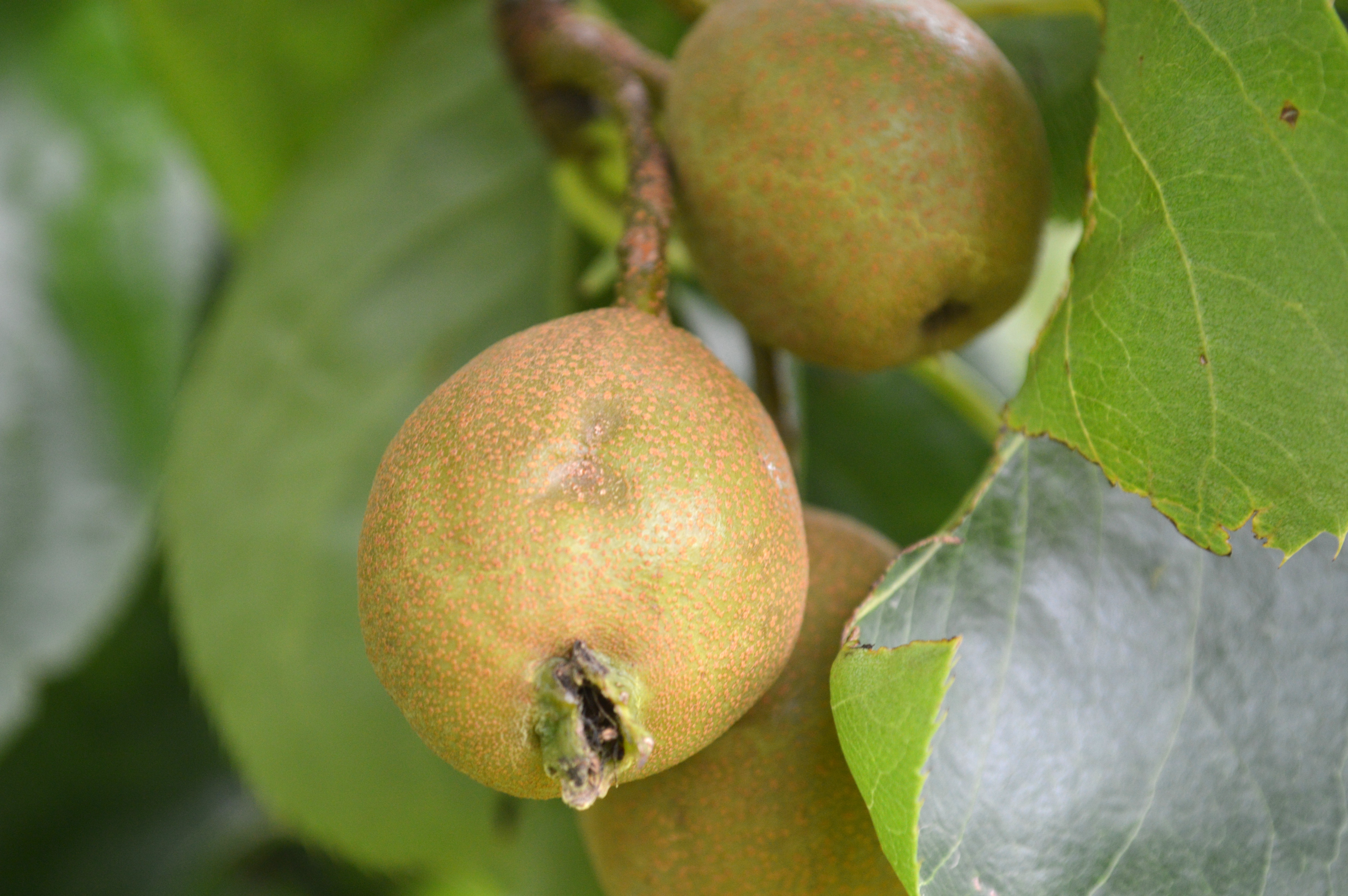
月潟の類産ナシの果実（6月）
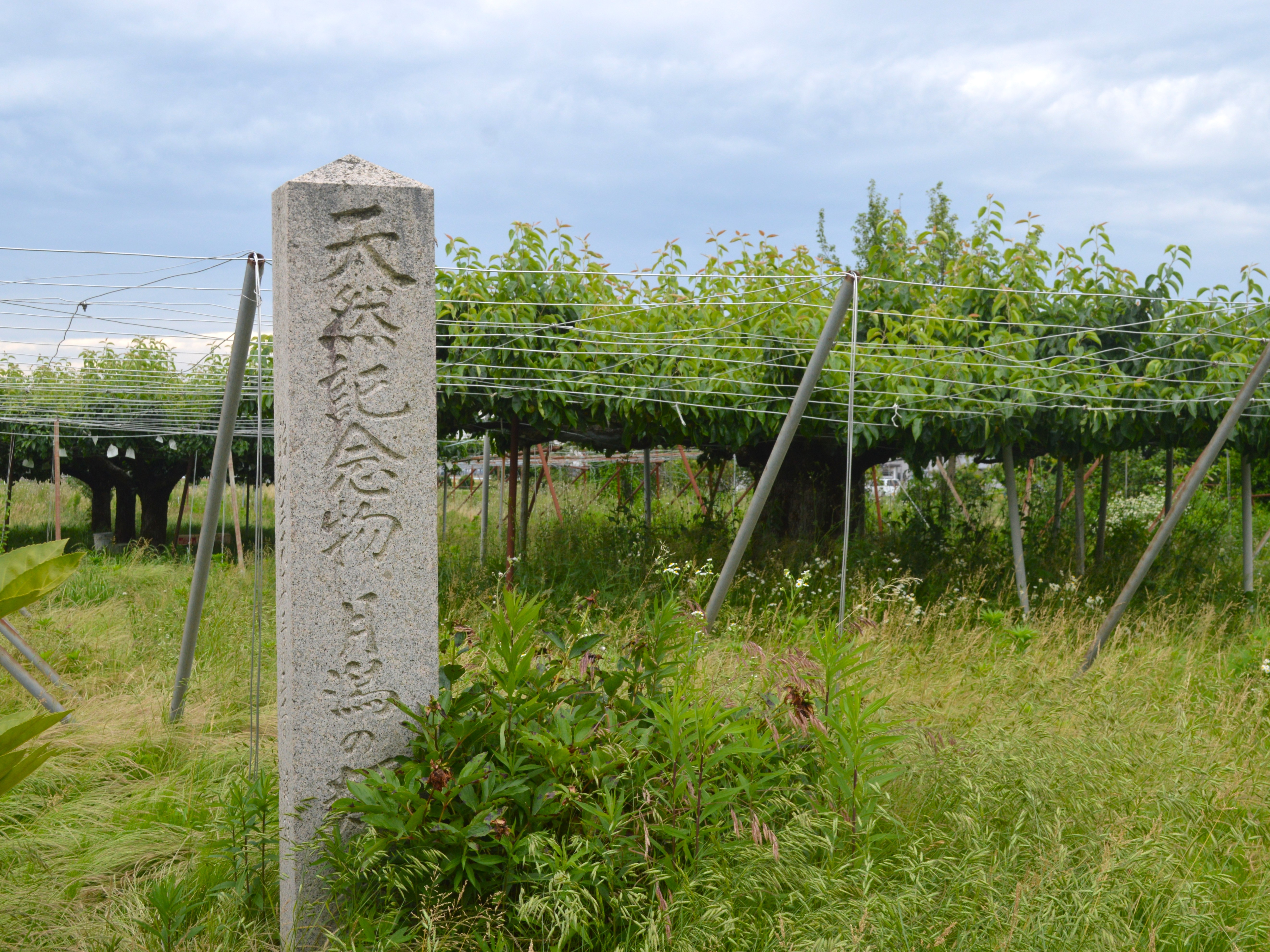
天然記念物の石碑

## 交通アクセス
所在地
- 新潟県新潟市南区大別当949

交通
- JR東日本新潟駅より新潟交通バス月潟行きで70分、「月潟」下車徒歩15分。または北陸自動車道「巻潟東インターチェンジ」より車で15分[1]。